# Alcimochthes
Alcimochthes Simon, 1885 è un genere di ragni appartenente alla famiglia Thomisidae.

## Distribuzione
Le tre specie note di questo genere sono diffuse in Asia orientale: Vietnam, Cina, Singapore, Taiwan e Giappone

## Tassonomia
Non sono stati esaminati esemplari di questo genere dal 2012.
A giugno 2014, si compone di 3 specie:
- Alcimochthes limbatus Simon, 1885[2] — Vietnam, Cina, Singapore, Taiwan, Giappone
- Alcimochthes melanophthalmus Simon, 1903 - Vietnam
- Alcimochthes meridionalis Tang & Li, 2009 - Cina

### Sinonimi
- Alcimochthes guangxiensis He & Hu, 1999; trasferita dal genere Lysiteles Simon, 1895 e posta in sinonimia con A. limbatus Simon, 1885 a seguito di un lavoro degli aracnologi Tang & Li (2010a)[1]